# Église Saint-Jean de Sombor
Pour les articles homonymes, voir Église Saint-Jean.
L'église Saint-Jean de Sombor (en serbe cyrillique : Црква светог Јована у Сомбору ; en serbe latin : Crkva svetog Jovana u Somboru) est une église orthodoxe serbe située à Sombor, en Serbie et dans la province de Voïvodine. Elle figure sur la liste des monuments culturels d'importance exceptionnelle de la république de Serbie (identifiant no SK 1174).

## Présentation
L'église Saint-Jean a été construite en 1790, à l'emplacement d'une église plus ancienne détruite quatre ans plus tôt ; elle est caractéristique de l'architecture baroque en Voïvodine au tournant des XVIIIe et XIXe siècles. L'édifice est constitué d'une nef unique précédée d'un narthex et prolongée d'une abside à cinq pans. La façade occidentale est dominée par un clocher de deux étages qui se termine en volutes. Une corniche court tout le long de l'édifice.

## Décoration intérieure
Les peintures de l'iconostase ont été réalisées en 1809 par Pavel Đurković (1772-1830) ; spécialiste du portrait, Đurković a travaillé dans un style mêlant baroque et classicisme ; l'iconostase a été sculptée par Aleksa Teodorović. Les fresques de l'église ont été peintes en 1883.

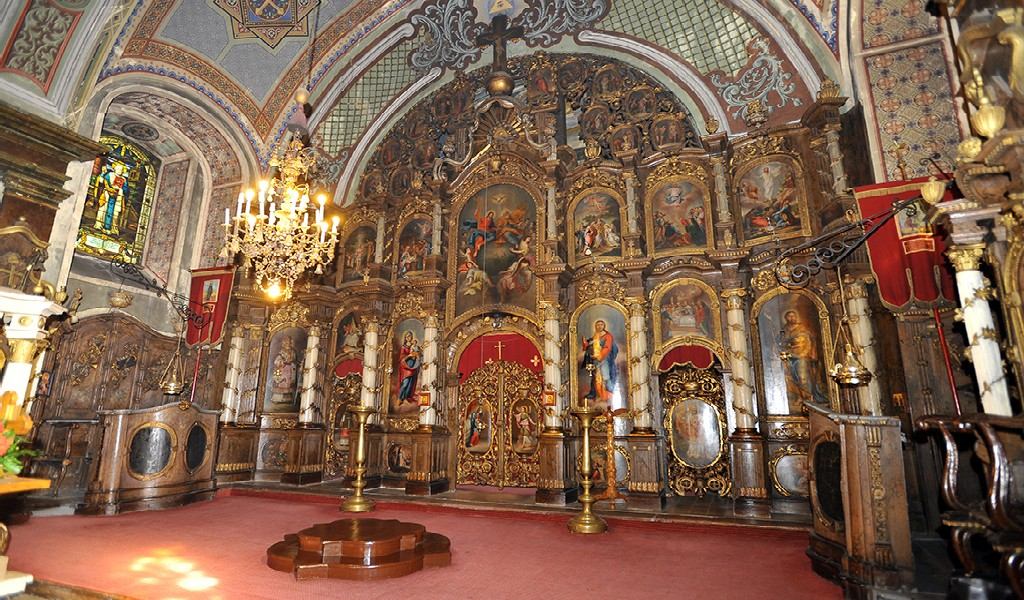
L'iconostase de l'église.

## Restauration
Des travaux de restauration ont été effectués sur l'église en 1987.